# Cromwell (Iowa)
Pour les articles homonymes, voir Cromwell.
Cromwell est une ville du comté de Union, en Iowa, aux États-Unis. Elle est incorporée le 24 novembre 1893. 

## Source de la traduction
- (en) Cet article est partiellement ou en totalité issu de l’article de Wikipédia en anglais intitulé « Cromwell, Iowa » (voir la liste des auteurs).